# ワタリアホウドリ

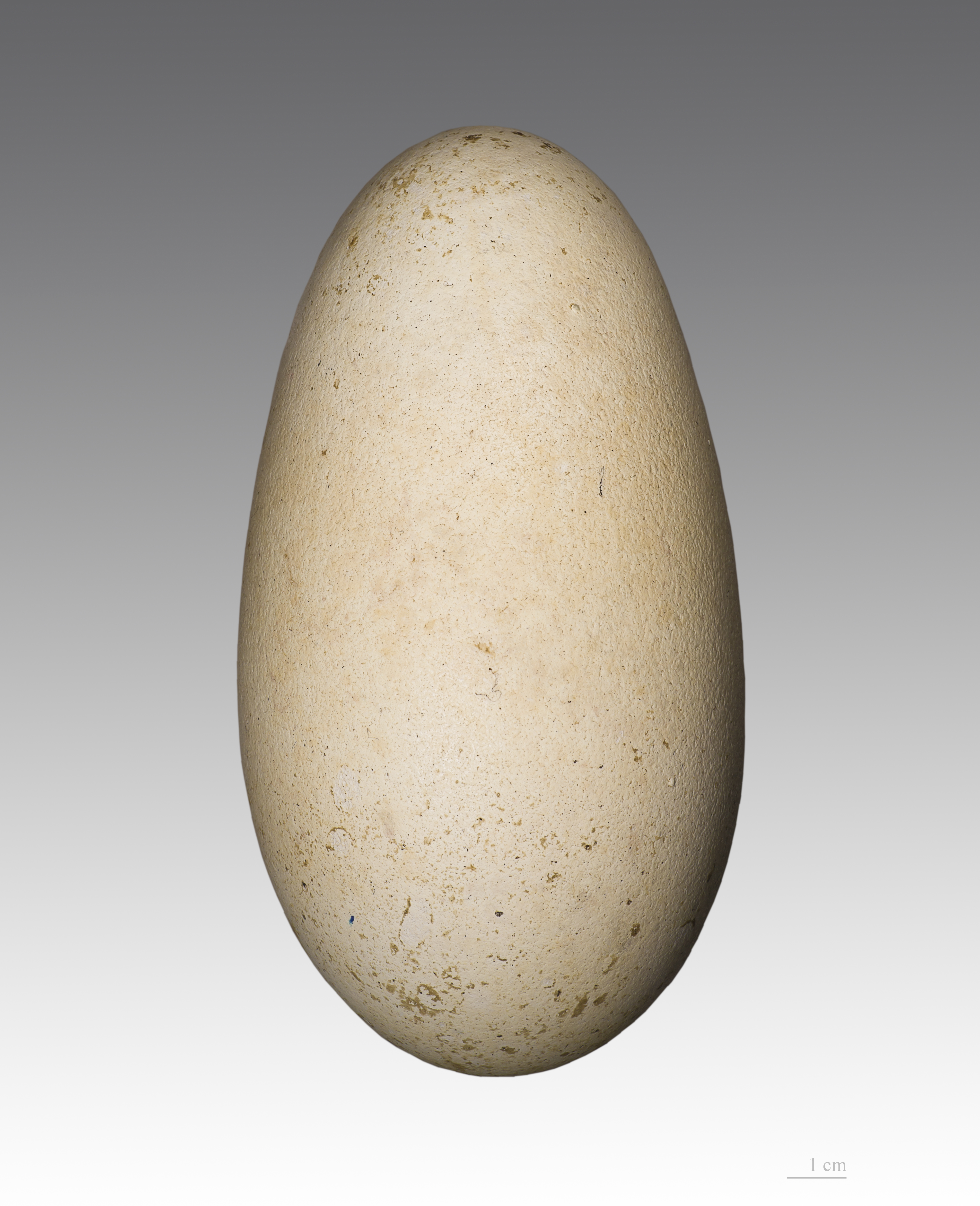
ワタリアホウドリの卵

ワタリアホウドリ（渡信天翁、学名: Diomedea exulans）は、ミズナギドリ目アホウドリ科に分類される鳥類の一種。

## 形態
体長120cm、翼開長300cmに達する世界最大級の海鳥として知られる。最大で翼開長363cmの個体の記録があり、これは翼開長としては鳥類最大のものである。

## 分布
南半球に広く分布しているが、カリフォルニア州、ポルトガル、地中海など北半球でも稀に記録されている。
日本では「迷鳥」として1度だけ、1970年に尖閣諸島近海で記録されている。

## 生態
繁殖は洋上の島嶼でおこなうが、抱卵期間75～85日、ヒナが巣立つまでの期間9ヶ月～1年、ヒナが繁殖できる成鳥になるまでの期間7～8年はどれも鳥類最長の部類にはいる。抱卵と育すうの期間を合わせると1年を超えることもあり、ふつう親鳥は隔年でしか繁殖しない。
若鳥は全身の羽毛が褐色だが、年をとるにしたがって胴体の羽毛が白くなってゆく。寿命は平均30年、最長50年ほどと考えられている。
魚やイカを捕食するが、近年はマグロ延縄などにかかって溺死する個体が多いという。